# 乔治·阿米蒂奇·米勒
乔治·阿米蒂奇·米勒（英語：George Armitage Miller，1920年2月3日—2012年7月22日）是普林斯顿大学的心理学教授。曾经担任洛克斐勒大学、麻省理工学院心理学教授以及哈佛大学心理学系主任。他也是牛津大学的傅爾布萊特計畫研究伙伴，以及美国心理学会会长。他最著名的著作是《神奇的数字：7±2——我们信息加工能力的局限》，1956年发表于《心理学评论》（The Psychological Review）。

## 生平
1920年出生在美国西弗吉尼亚州的查尔斯顿，1960年，米勒和心理学家杰罗姆·布鲁纳一起创立了哈佛大学认知研究中心。同年他出版了与加兰特（Eugene Galanter）、普里布拉姆（Karl H. Pribram）合著的《计划和行为的结构》（Plans and the Structure of Behaviour），概述了他们的认知心理学的概念。
在语言学领域，米勒以负责开发英语的语义网络WordNet著称，该项目开始于1985年，主要由于政府机构对机器翻译的兴趣，获得了300万美元经费。他花费后半生来建立、扩展这一数据库。他还基于WordNet开发了许多商业应用软件，例如和布朗大学的许多教授和研究生，开发了早期网络搜索和交易工具Simpli，Google的广告技术AdSense就直接源自于WordNet和Simpli.。
1991年，米勒获得美国国家科学奖章。
他还以提出Miller's law而著称：要想理解别人在说什么，首先你要假定他说的是真的（不要先入为主的判定是假的），并尝试的去想象，如果是真的话，将会怎么样.

## 神奇的数字：7±2
1956年，米勒最早对短时记忆能力进行了定量研究——“神奇的数字：7±2”。他注意到年轻人的记忆广度大约为7个单位（阿拉伯数字、字母、单词或其他单位），称为组块。后来的研究显示广度与组块的类别有关，例如阿拉伯数字为7个，字母为6个，单词为5个，而较长词汇的记忆广度低于较短词汇的记忆广度。通常，口头内容的记忆广度（阿拉伯数字、字母、单词等）强烈取决于朗读这些内容的时间。其他一些因素也影响到人类标准广度，因此难以将短时记忆或工作记忆的能力限制在许多组块内。但是，Cowan (2001)认为年轻人的工作记忆能力为4个组块（儿童和老人较低）。
| 前任： 亚伯拉罕·马斯洛 | 美国心理学会第77任会长 1968-1969 | 繼任： George Albee |